# Televizijski program
Televizijski program je naziv za različite televizijske sadržaje koje emitira određeni televizijski kanal ili mreža u obliku specifičnih televizijskih emisija, najčešće u točno određenom vremenskom terminu.
Raspored TV-programa se najčešće objavljuje na samom televizijskom kanalu i drugim medijima, kao što su radio-stanice, dnevne i tjedne novine. Od 1980-ih se u tu svrhu koristi teletekst, a od 1990-ih i web-stranice.
Od 1950-ih su se pojavili posebne novinske publikacije posvećene objavljivanju i (rjeđe) komentiranju televizijskog programa, zvane TV-vodiči. Najčešće izlaze tjedno ili mjesečno.
Televizijski program se nekada po sadržaju može dijeliti u posebne kategorije (v. Televizija#Sadržaj).

## Povezani članak
- Televizijska sezona